# Urpo Korhonen
Urpo Korhonen, född 8 februari 1923 i Rautalampi i Norra Savolax, död 10 augusti 2009 i Lahtis, var en finländsk längdskidåkare som tävlade under 1940- och 1950-talen. Han vann ett guld vid Olympiska vinterspelen i Oslo 1952. 